# 인덕과학기술고등학교
인덕과학기술고등학교(仁德科學技術高等學校)는 대한민국 서울특별시 노원구 월계동에 위치한 사립 고등학교이다.

## 학교 연혁
- 1955년 9월 11일 : 미국 워싱톤(Washington.D.C.)에서 육영 사업을 목적으로 재단법인 부려 재단(Berea in Korea Foundation)를 설립(설립자 은봉 박인덕 선생)
- 1962년 10월 : 재단법인 인덕학원 인가(초대 이사장 박인덕 선생)
- 1963년 12월 : 교지 58,000평에 학교 본관, 실습장, 부속 건물 709평 및 운동장 3,300평을 준공
- 1963년 12월 : 인덕실업고등학교 인가
- 1964년 3월 : 인덕실업고등학교 제1회 입학(농과 30명)
- 1965년 5월 : 초대 교장 김혜란 선생 취임
- 1967년 1월 : 제1회 졸업식
- 1972년 3월 : 본관 622평, 실습장 526평 신축
- 1973년 6월 : 미국 부려 재단을 통하여 A.S.H.A. 재정 원조로 본관 3, 4층 616평 증축 및 시설 확충
- 1974년 12월 : 본관 교사 388평 증축
- 1975년 10월 : 대운동장 5,700평 조성
- 1976년 5월 : 성전(대강당) 298평 신축
- 1977년 3월 : 인덕공업고등학교로 교명 변경
- 1985년 10월 : 인덕공업고등학교 본관 315평 증축
- 1986년 9월 : 여학생 2학급 개설 승인(건축과, 디자인과 각 1학급)
- 1992년 2월 : 제2실습장 2층 422평 신축
- 1992년 9월 : 자동차과 2학급 신설 인가
- 1994년 9월 : 인덕학원 30년사 간행
- 2004년 7월 : 제4실습장 258평 신축
- 2010년 10월 : 서울특별시 교육청지원형 특성화(자동차․디자인) 고등학교 선정
- 2020년 3월 : 인덕과학기술고등학교로 교명 변경
- 2021년 10월 : 제11대 교장 이명섭 선생 취임
- 2022년 1월 : 제56회 졸업식

## 설치 학과
- 자동화기계과
- 자동차과
- 실내건축과
- 건축인테리어과
- 캐릭터디자인과
- 건설교통과
- 커뮤니케이션산업디자인과
- 도시공간건설과

## 참고 자료
- 인덕과학기술고등학교 - 한국교육학술정보원 학교알리미